# كبش الجبال الصخرية
كبش الجبال الصخرية أو أروية الجبال الصخرية أو الضأن كبير القرون (الاسم العلمي: Ovis canadensis) هو أحد 3 أنواع من خراف الجبال في أمريكا الشمالية وسيبريا. يصل وزن القرون فيها إلى 14 كجم (30 رطل). في الأصل، لم يكن كبش الجبال الصخرية من حيوانات أمريكا الشمالية، بل كان يعيش في سيبيريا في روسيا. لكنه عبر إلى أمريكا الشمالية عبر جسر اليابسة المسمى «بيرِنجيا» (والذي كان يصل بين سيبيريا وألاسكا)، وقد دخل كبش الجبال الصخرية في ميثولوجيا السكان الأمريكيين الأصليين نتيجة لهذا. وبحلول القرن العشرين، انخفضت أعداد كبش الجبال الصخرية إلى بضعة آلاف فقط. لكن جهود إصلاح الموطن الطبيعي لها زادت أعدادها مجدداً. يعيش في البيئات الجبلية.